# Babyland
För den tidigare butikskedjan med samma namn, se Barnens hus.
Babyland är ett musikalbum från 1997 av den svenska trubaduren Stefan Sundström.

## Låtlista
| Nr  | Titel                               | Längd |  |
| --- | ----------------------------------- | ----- |  |
| 1.  | Sabinas sjätte sång                 | 2:59  |  |
| 2.  | Babyland                            | 4:18  |  |
| 3.  | Blåljusvals                         | 2:47  |  |
| 4.  | Fläder                              | 5:23  |  |
| 5.  | Onda barn                           | 5:05  |  |
| 6.  | Under isen (ligger himlen)          | 6:16  |  |
| 7.  | Boy Oboy                            | 1:55  |  |
| 8.  | Hjärtat tar aldrig semester         | 4:42  |  |
| 9.  | Hur Sabina gör en konst utav att gå | 4:13  |  |
| 10. | Tyst minut för felsorterade sopor   | 1:00  |  |
| 11. | Sopvisa för Jan Banan               | 9:29  |  |